# Zizkaea tuerckheimii
Zizkaea tuerckheimii (Mez) W.Till & Barfuss, 2016 è una pianta della famiglia delle Bromeliacee, endemica di Hispaniola. È l'unica specie nota del genere Zizkaea.